# 町内会
町内会（ちょうないかい）とは、日本の集落又は都市の一部分（町内）において、その区域についての親睦、共通の利益の促進、地域自治などのために、住民等によって組織されている地縁に基づく団体、およびその集会・会合のことである。民間組織であり、中には法人化（法人格を取得）しているものもある。なお、住民らの利益集団としての性質もある。
自治会、町会など様々な名称で存在しているが、本項では「町内会等」と記載する。

## 呼称
2003年（平成15年）に総務省が行った調査では、町内会等の名称としては「自治会」（じちかい）が42.8 %でもっとも多く、次いで「町内会」（ちょうないかい）が24.6 %となっている。組織の呼称は多い順に次の通り。
1. 自治会
2. 町内会
3. 町会（ちょうかい）[2][注釈 1]
4. 部落会（ぶらくかい）[3][注釈 2]
5. 区会（くかい）[4][注釈 3]
6. 区（く）[5][注釈 4][6]
7. 地域振興会（ちいきしんこうかい）[7]
8. 常会（じょうかい）[8]
9. 地域会（ちいきかい）[注釈 5]
10. 地区会（ちくかい）[注釈 6]

その他の呼称は次の通り。
- 集落会（しゅうらくかい）
- 地区振興会（ちくしんこうかい）

### 下部組織
構成員の分割のためあるいは「隣組」の名残により、区域をさらに細分化した次の下部組織を設置し、その代表者（組長など）を置く事がある。
- 組（くみ）
- 班（はん）
- 支部（しぶ）
- 隣保（りんぽ）

これらはしばしば各種の通達連絡・会合・集金などの最小組織となり、通達方法として「回覧板」と呼ばれる持ち回り形式の用箋挟が用いられる。集合住宅が組の単位となる場合、家主や管理人が組長を務める慣例となっていることもある。
また、区域による分割とは別にまた、「部」などといった下部組織が設置され、部長などの役職を置くこともある。部は構成員による分類（老人部・婦人部・青年部など）や活動分野による分類（防犯部・育成部・文化部など）がある。

### 連合組織
近接する複数の町内会等が連合を結成している場合がある。その主な呼称は次の通り。町内会等よりも広域の地域名が入る。
- 町内会連合会／自治会連合会
- 連合町内会／連合自治会
- 地区会（千葉県松戸市など）
- 連区（愛知県豊川市など）
- 連合区（京都府京丹後市など）

市町村が設ける地方自治法規定外の下部組織「行政区」や京都の学区などのより広域の組織が実質的に町内会等の上位組織となっていることもある。

## 概説

### 定義・特徴
中田実は、町内会等の基本的な特徴として次の5点を挙げる。
1. 一定の地域区画をもち、その区画が相互に重なり合わない。
2. 世帯を単位として構成される。
3. 原則として全世帯（戸）加入の考え方に立つ。
4. 地域の諸課題に包括的に関与する。
5. それらの結果として、行政や外部の第三者にたいして地域を代表する組織となる。

判例では「町内会は、自治会とも言われ、一定地域に居住する住民等を会員として、会員相互の親睦を図り、会員福祉の増進に努力し、関係官公署各種団体との協力推進等を行うことを目的として設立された任意の団体」と定義している（東京簡易裁判所判決平成19年8月7日、平成18年(ハ)第20200号）。

### 名称・規模
町内会等の名称について決まった原則はなく、○○町会、○○自治会、○○マンション・アパート等の自治会（主にアパート、マンションに多い。）と称するものや単に○○会と称するものも存在する。多くの組織の場合、「○○」の部分には「地名あるいは住居表示の名称」をそのまま表示するが、地域の自然環境や地理特性、シンボルを名称に取りいれているものや住居名（マンション名）・開発業者の社名を組織名に取り入れているものもある。
町内会等の範囲は、多くの場合伝統的な地域や集落と一致しているが、戦後昭和期に開発された地域においては、造成が行われるたびに開発区域（マンション）を単位とした町内会等が新たに設立されてきた経緯もあり、地理的な生活圏域と異なる場合がある。

### 組織
認可地縁団体の場合、地方自治法第260条の5の規定により1名の代表者（しばしば「会長」と呼ばれる。）を置く義務がある。また、同260条の11の規定により、任意で監事を設置する。
任意団体の場合も、上記の「会長」のほか、「副会長（助役）」、「会計（収入役）」、「総務（事務長）」といった役職が置かれ、これらを「役員」と総称する。実務的事項については「役員会」などと呼ばれる寄合で決定されることもある。役員会には各「部」の部長を加えることもある。
認可地縁団体の場合、地方自治法第260条の2第2項の規定により団体の規約（しばしば「会則」とも呼ばれる。）を定める義務がある。任意団体の場合も、多くの場合規約を定めている。
町内会等の重要事項は、会員である住民の世帯主が全員参加する総会で決定される。認可地縁団体の場合、地方自治法第260条の13の規定により、年1回の通常総会の開催が義務づけられているが、任意団体の場合も、多くの場合年1回開催である。一般に総会への参加意欲は低調で、総会委任、一部構成員のみの参加が常態化しているところもある。
役員や他の役職の人選は互選によることが多いが、定年退職した男性による持ち回りが慣例化していたり、代わる人員がいないために、同一人物が相当高齢になるまで就任していることも多い。

### 財務
町内会等の財務について明確なルールはないが（認可地縁団体の場合、財産目録の整備のみは義務づけられている。）、市区町村の補助金・助成金に関する手続きを行う便宜から、ほとんどすべての場合、公会計と全く同様の3月末を決算期とした現金主義会計により経理されている。
収入は、基本的には「会費」と呼ばれる加入者からの負担金のほか、行政からの補助金・委託費、バザーや縁日の売上、各種の寄付金（協力金・協賛金などという名称もしばしば用いられる。）などで賄われる。
会費は、持ち家の有無など外形的な世帯特徴により所得水準を判断し、累進的に会費の額を設定した「見立て割」がしばしば用いられるが、昭和期の総中流化により、画一の会費とする場合も増加した。

### 役割
町内会等の活動内容は、地域性・歴史性によって大きく異なる。
平成18年度国民生活モニター調査「町内会・自治会等の地域のつながりに関する調査」においては、実施している割合の上位から
1. 行事案内、会報配布等の住民相互の連絡
2. 市区町村からの情報の連絡
3. 盆踊り・お祭り
4. 街灯の管理
5. 行政への陳情・要望

といった活動を行っていた。
一方で、戦後昭和期（1968年）の「住民自治組織に関する世論調査」では
1. 募金（の協力）
2. 市（町村）と住民の連絡
3. 消毒
4. 運動会、レクリェーション、旅行
5. 街灯管理

となっており、時代による変遷が見られる。
以下、町内会等の活動のうち主なもののみ挙げる。

#### 冠婚葬祭・親睦

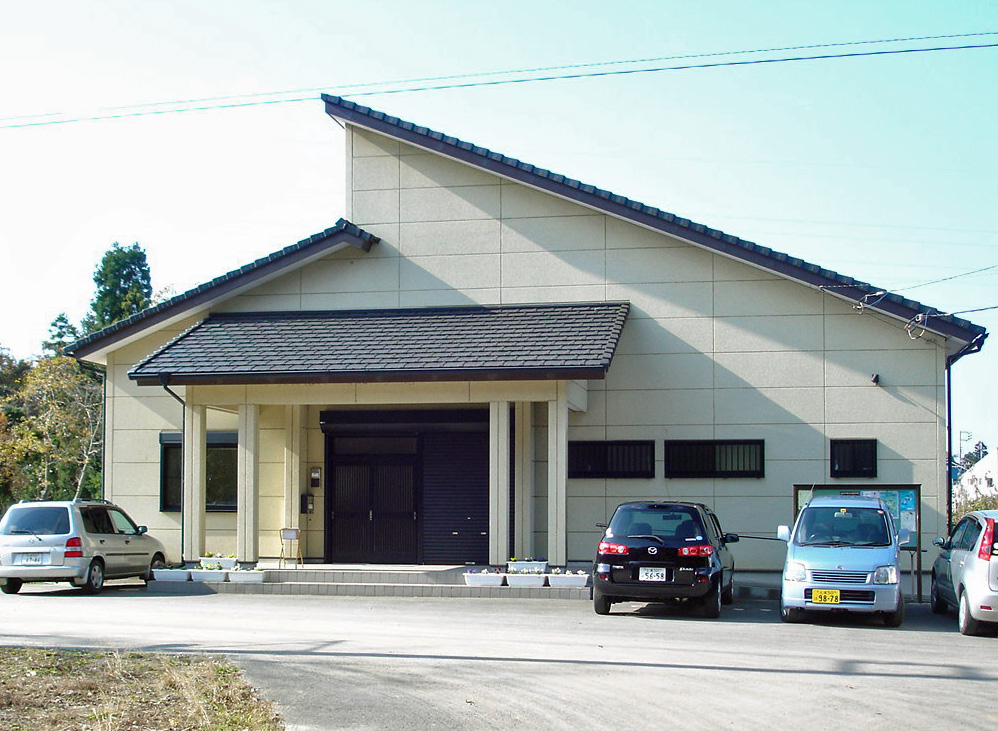
一般的な会館。小会議室や炊事場のほか、広い座敷部屋を備えているのが通例。

住民の結婚式や葬式があった際には、町内会等が人員を動員し式の運営や炊き出しを行う。また、住民同士の親睦活動として新年会などの各種の親睦、運動会などの体育活動、歌謡・舞踊・演芸などの文化活動を行う。
これらの活動については、町内会等と別に老人会や婦人会、青年団、子供会といった世代別団体が担っていることもあるが、町内会等の役員が充て職となっていたり、町内会等の加入者が当然に加入することになっているなど、実質的に一体化していることも少なくない。
活動を行うための場所として、戦後昭和期には「会館」あるいは「集会所」「地域公民館」などと呼ばれる集会施設が多く建設された。これらは、町内会等が自主的に整備する場合もあり、行政主導で整備する場合もあった。また、土地区画整理事業や都市再開発事業などの一環として、実質的に開発区域の町内会等が使用する集会施設として整備されることもあった。また、マンションを単位とした町内会等においては、規約共用部分として設置された集会施設がこの役割を果たすこともあった。
平成期以降は結婚式場や葬儀場の普及により、集会施設の果たす役割は急速に縮小し、総会・役員会や文化サークル活動での使用に限られている。

#### 祭礼

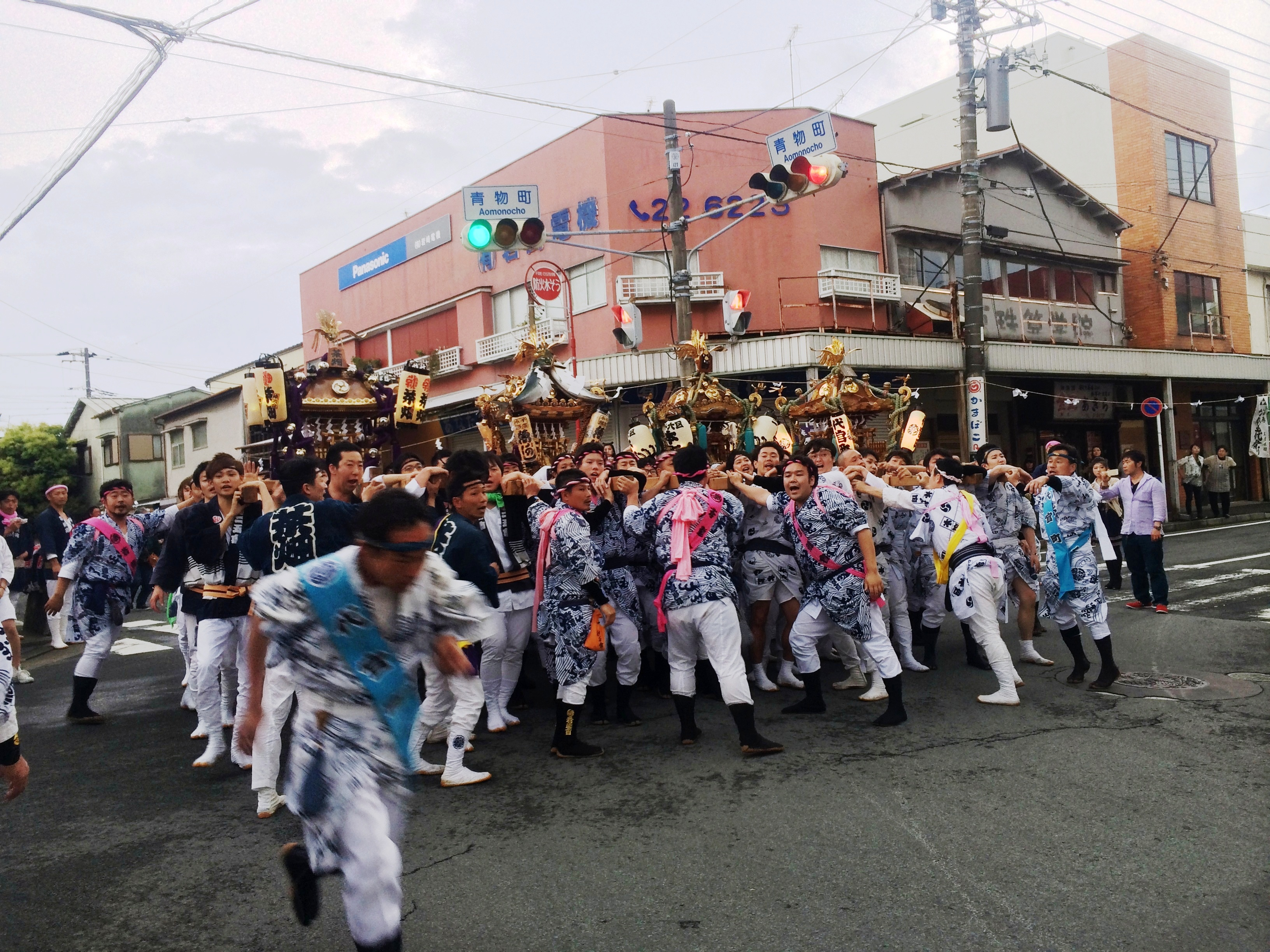
「町内神輿」が集合し、松原神社 (小田原市)に向かう様子

地域で伝統的に行われてきた祭礼の運営や補助、あるいは寺社や境内地の清掃や修繕などの維持管理を行う。一般的には鎮守神を祭る神社の祭礼が対象であるが、一向宗が盛んな北陸地方における報恩講のように寺院が行う祭礼が対象となることもなる。 
これらの活動については、町内会等と別に氏子会や檀家会といった信徒による団体が担っていることもあるが、町内会等の役員が充て職となっていたり、町内会等の加入者が当然に加入することになっているなど、実質的に一体化していることも少なくない。
大規模な祭礼の場合は、町内会等単位で神輿などの祭具を所有したり、別々に行列や神楽を行うこともあった。いわゆる「喧嘩祭り」においては、しばしば町内会等を単位として闘争が行われ、地域同士の械闘に発展することもある。
伝統的な祭礼とは別に、戦後昭和期には商業化・マス化した祭礼イベントを開催することも増加した。夏の「盆踊り」は町内会等のイベントとして最も普及したものであり、櫓と太鼓、けばけばしい電飾、「○○音頭」などとして地域ごとに盛んに作曲された舞踏用の唱歌、縁日の屋台、花火やカラオケ大会などが祭礼のアイコンとなった。

#### 交通防犯活動

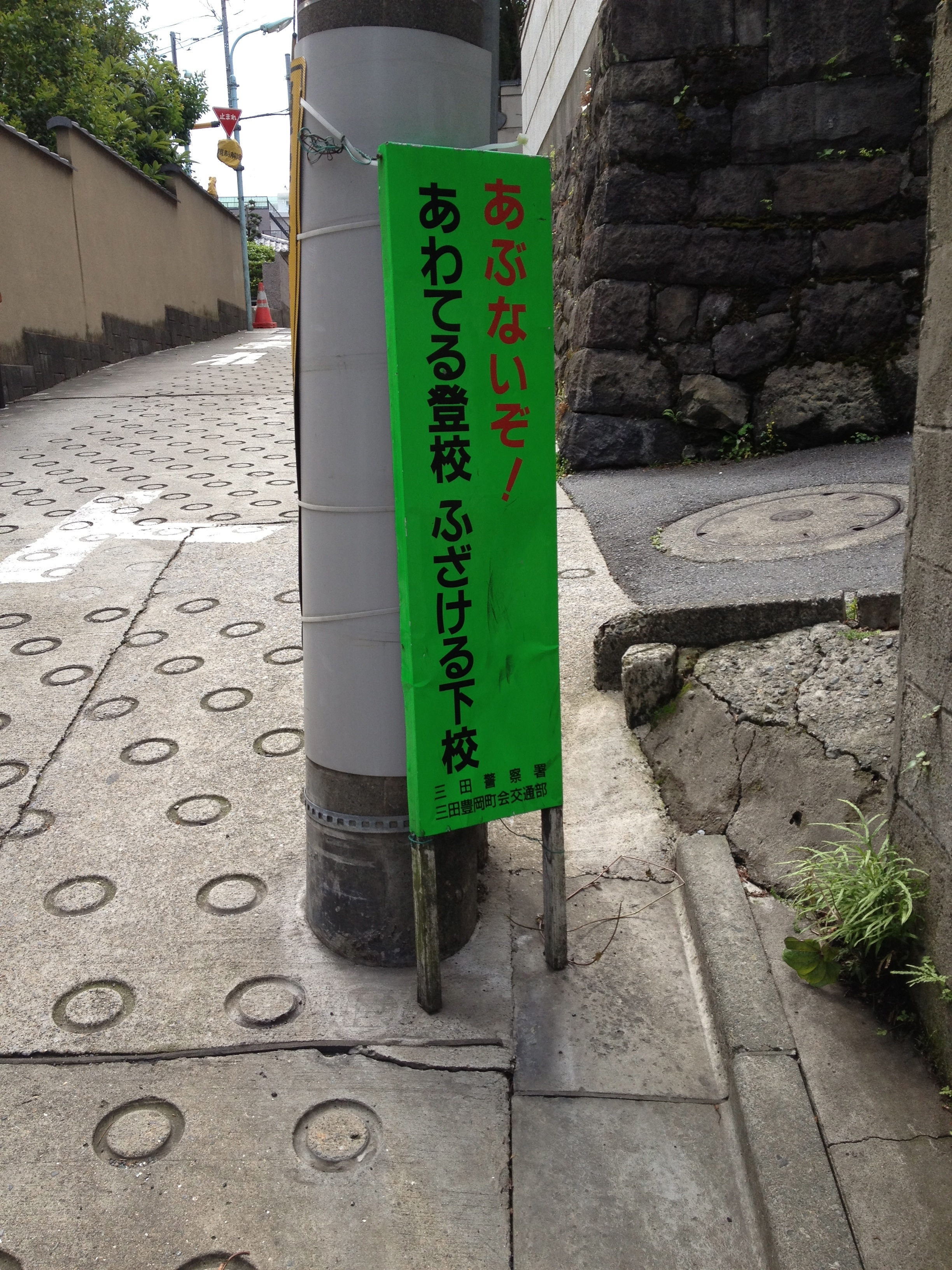
警察署と町内会等が連名で設置した交通安全の立て看板

地域の交通安全や防犯のため、地域の防犯パトロール、通学の見守り（学童擁護員）、立て看板の設置などを行う。
これらの活動は、自主的な住民意識に基づくものではあるが、実質的には地元の警察署の統制下にあり、全国交通安全運動やその他のキャンペーンにおいて、人員の供出を行う事も多い。
また、これらの活動については、町内会等とは別に交通安全協会や防犯協会といった任意団体が担っていることもあるが、町内会等の役員が充て職となっていたり、町内会等の加入者が当然に加入することになっているなど、実質的に一体化していることも少なくない。
また、夜間の安全を目的に設置された防犯灯の維持管理を町内会等が行っていることも多い。道路・公園等に防犯カメラを設置する例もあり、町内会向けの設置マニュアルを作成している自治体もある。

#### 衛生美化活動

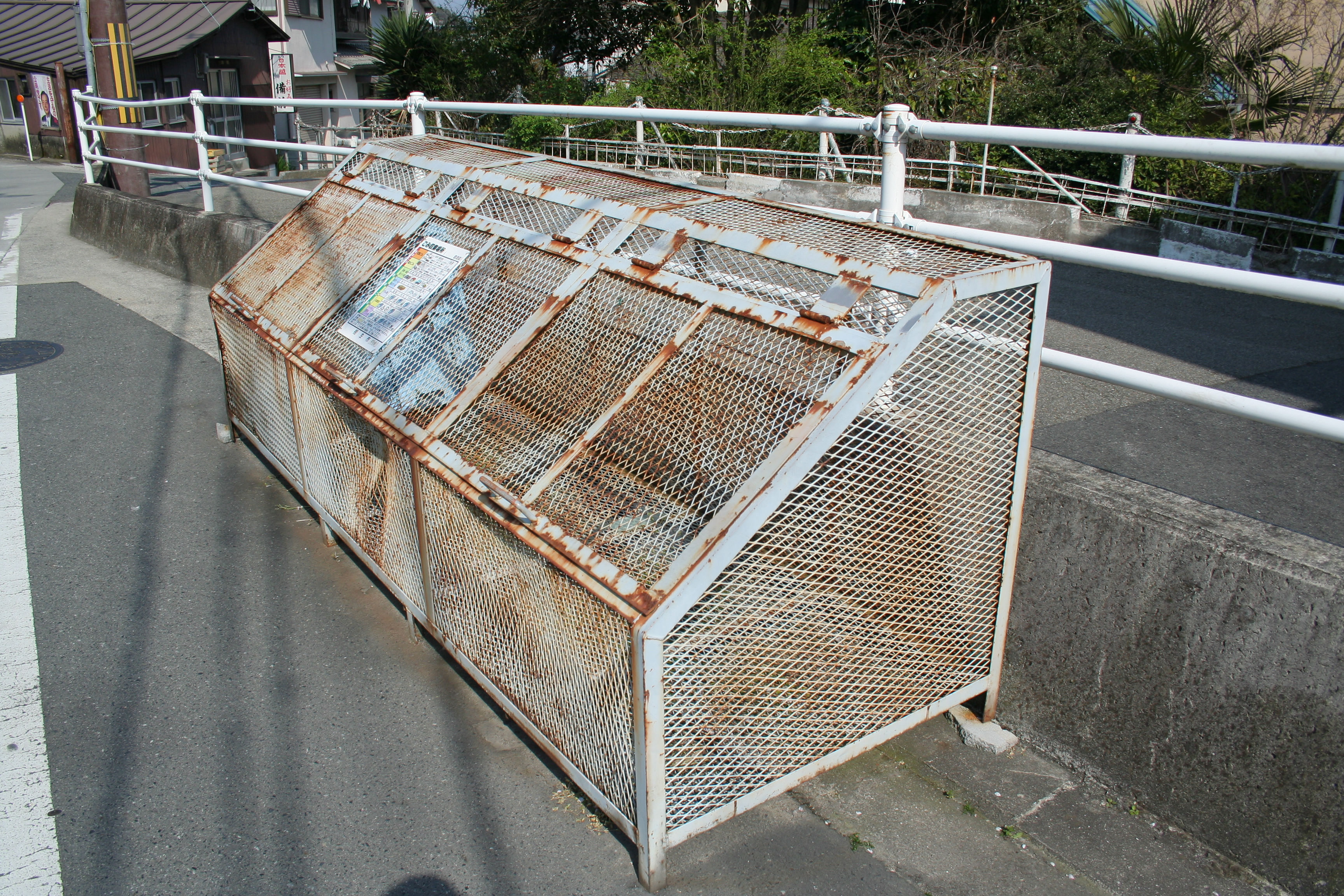
路傍のごみ集積所

最も一般的に行われているのは、地域内での家庭用ごみ集積所の設置・維持管理である。
また、リサイクルのための廃品回収、古物の再利用のためのバザー、放置自転車の処理、不法投棄防止のための活動などの環境維持活動を行う。特に、道路・公園・用排水路・河川などの清掃活動については、平成期にアダプト・プログラムがもてはやされた際に、行政と町内会等が協定を結んで行われたこともあった。
また、都市部については緑化活動として、街路樹や花壇の造成などを行うこともある。

#### 公共インフラ維持

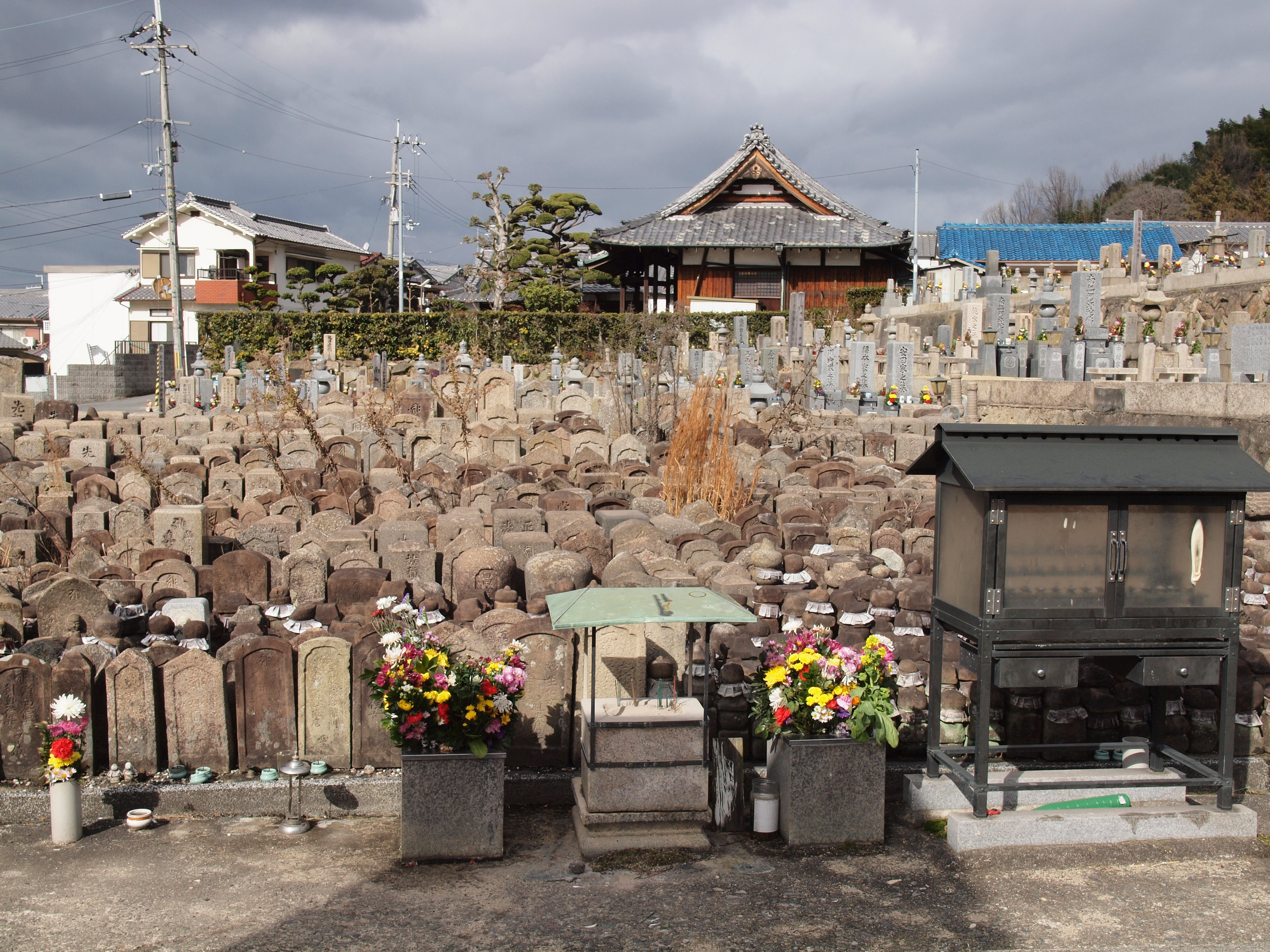
町内会等役員の充て職により管理される共同墓地

伝統的な村落において、入会地や共同墓地、共同浴場などの共同所有地の維持管理を行う。これらの活動については、町内会等と別に入会団体や墓地管理組合といった受益者による団体が担っていることもあるが、町内会等の役員が充て職となっていたり、町内会等の加入者が当然に加入することになっているなど、実質的に一体化していることも少なくない。
また、戦後昭和期以降に、各種インフラ整備が進む過程の中で、インフラ受益者による団体と町内会等が同一視されることも増加した。マンションや団地施設の管理組合はその典型であるが、他にも地域団体加入電話や有線放送施設の利用組合、上下水道施設の利用組合、水利施設の土地改良区、農作業のための機械利用組合などがある。この場合において、町内会等がインフラ設備の維持補修を行うほか、受益者の負担金も会費と同様に徴収することとなる。
また、平成期には、公園やコミュニティセンター、福祉施設などの維持管理を指定管理者制度により受託することも増加した。
豪雪地域においては、生活道路である市町村道の除排雪を市区町村ではなく、町内会等の責任と経費負担において行うという場合もある。

#### 消防防災活動
火災や災害時の救出活動、安否確認のほか、平常時の避難訓練、救命講習の実施、防火や防災の呼びかけなどの消防防災活動を行う。
これらの活動は、自主的な住民意識に基づくものではあるが、実質的には地元の消防署や市区町村の防災担当の統制下にあり、出初式や総合防災訓練において、人員の供出を行う事も多い。
また、これらの活動については、町内会等とは別に消防団や水防団が設置されていることもあるが、実質的に一体化していることも少なくない。また、しばしば災害対策基本法上の自主防災組織結成の母体となることもある。
戦後昭和期から、町内会等が火災や水害対策用の物品を保管することがあったが、平成期に自主防災組織が普及した後は、町内会等に収容避難場所の開設・管理が義務付けられることも増加したことから、災害用の備蓄品を保有することもある。
また、災害時には避難行動要支援者の避難支援が課せられていることがあるが、要支援者の名簿自体、法令上本人の同意がなければ提供できないため、実効性のある役割を果たすことは容易でない。

#### 寄付金の徴収

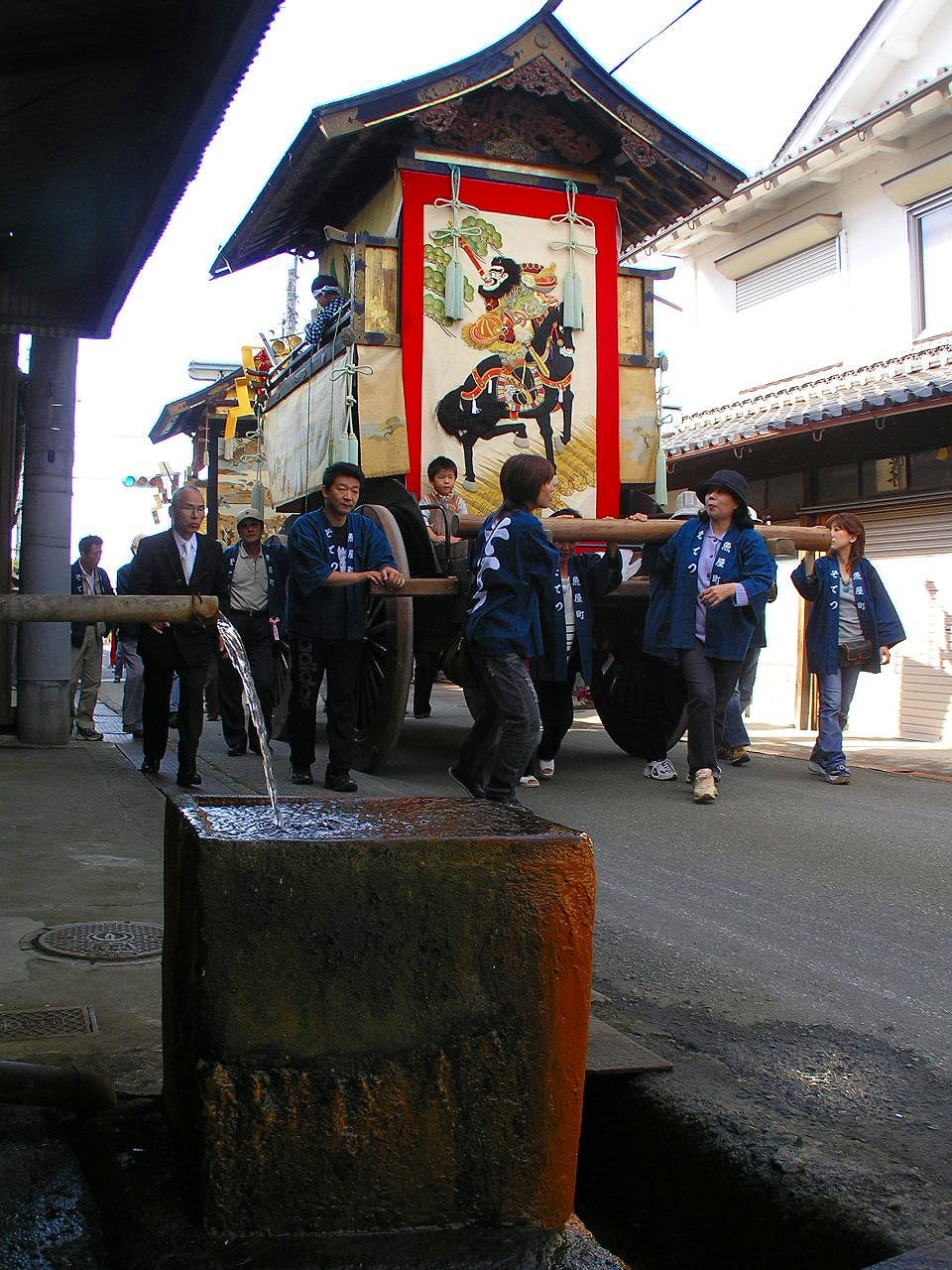
地元の祭礼の運営や補助なども町内会が行うほか、寄付金の徴収を行うことがある。各地区ごとの屋台や山鉾があり、それぞれの地区の住民が運営を行う。運営のための寄付金や割高な町内会費を巡り、しばしば新しい住民とのトラブルも起こる。（写真は丹波篠山市の春日神社祭礼）。はっぴには町名が書かれているのが分かる

町内会等の会員を対象に寄付金の徴収を行うことがしばしばある。町内会等が開催する祭礼やイベント経費のための寄付金（「協力金」や「協賛金」などという名称もしばしば用いられる。また、寺社の祭礼のための寄付の場合は「御札代」や「御神酒代」という名称も用いられる。）のほか、地元の福祉・教育施設などへの寄付として集められることもある。
また、消防団や交通安全協会、防犯協会といった関連団体の維持経費がいわゆる「トンネル寄付」として、消防協力金・防犯協力金などの名目で寄付金として集められることもある。
また、全国規模の慈善団体が町内会等に寄付の取りまとめを命じることも多い。日本赤十字社と共同募金会によるものが最も一般的であるが、社会福祉協議会や緑の募金、社会を明るくする運動などによるものもある。取りまとめは任意であるが、ほとんどの場合において、町内会等ごとに「目安」や「目標金額」といった実質ノルマが定められており、寄付金は「上納金」としての性質を強く帯びる。
寄付金については各自治区ごとの総会にて、当年度の収支報告および、次年度予算の議決が行われ、町内会費より支出される。

#### 市区町村との連絡・事業受託
市区町村の実質的な従属組織として、広報活動を行うことがある。広報紙を配布活動が最も一般的に行われているが、その他のイベントの告知や住民への個別周知について、回覧板により広報することもある。
また、受託や補助金事業により、市区町村の政策の実質的な下請けを担うことも多い。敬老活動、スポーツ活動、生涯学習活動などが伝統的なものであるが、平成後期には、健康寿命延伸のための健康づくり活動や、要介護防止のための介護予防事業、地域包括ケアのための孤独死防止のための見守りなどを行うこともあった。
従属組織としての性質から、本来的には任意団体である町内会等の設置や区域変更、会長の変更について、市区町村の認可や届出が義務付けられていることがほとんどである。

### 町内会等の諸問題

#### 加入率の低下
町内会等に加入・参加する世帯が減少していることが指摘されている。例えば1968年に内閣府が行った「住民自治組織に関する世論調査」では、町内会等への加入率は市部で88.7％、町村部では90.5％であったが、およそ半世紀後の2010年の「国民生活選好度調査」では、全体で73.0％まで低下してる。
結社の自由が憲法と国際法により保障されている為、新たに住民となった者が町内会等に加入しないことは珍しくないが、役所・役場や町内会役員が組織率の低下を防ぐため、マンション分譲の際の条件として町内会等への加入を契約で謳っているケースが見られる。もっとも加入はしているが行事には参加せず、町内会費を納入するだけの関係になっているケースもある（稀に加入していても町内会費を滞納（未払い）するケースも存在する）。
町内会の活動単位は家族を想定しており、単身者の生活環境を考慮していないスケジュールのため単身者は加入しない、または加入しても活動に参加できない場合が多い。また、会員（住民）同士の交流を促進するためさまざまな行事を行うところもある。住民の高齢化等により行わなくなるケースもあるし、いままでになかった新たな行事が企画されるケースもある（花火大会、神社の大祭、祭り、盆踊り、運動会など）。
都市部のアパートやマンションでは、未加入の者が多い（マンション管理組合とマンション自治会は同一の団体ではない）。特に賃貸物件では転入・転出が頻繁だったり、自宅が留守がちな単身者や共働き夫婦が多かったりして、地域との繋がりが薄いことによる。家族で居住している場合、加入を勧誘すると応じる場合が多いが、単身者等の場合は不在がちな世帯が多いため、加入の勧誘を断る者が少なくなく、加入率は低くなっている。集合住宅の町内会等の加入率はかつては高く、現在でも全世帯が加入する集合住宅もあるが、単身者・共働きの世帯が多いところでは加入率が半分以下のところもある。

#### 個人情報保護
町内会等によっては、徴収した会費や地元企業の協賛金により、世帯の住所や電話番号を記載した名簿を配布したり、世帯の所在を図示した案内図・案内板を作成していることもあるが、個人情報の漏洩を嫌って掲載を拒否する世帯も増加している。
これらの個人情報の取扱いについて従来はルールがなかったが、個人情報保護法が改正され、2017年（平成29年）5月30日から個人情報を取り扱う事業者や団体は、規模の大小や営利・非営利を問わず個人情報保護法の適用対象になった。町内会や自治会も個人情報保護法の適用を受けるため、各町内会などは個人情報の取得・利用・保管・伝達・情報開示などについて法に則してルール化し、取り扱うことが求められる。

#### マンション・団地と町内会

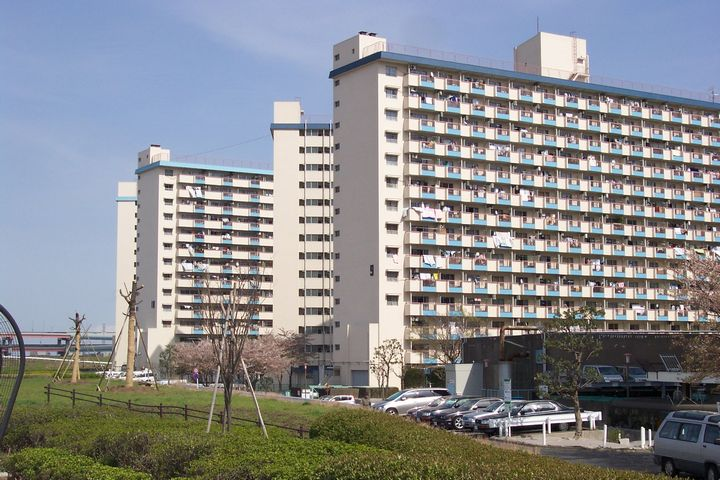
集合住宅

マンションの管理組合は、共同財産の管理を目的として、区分所有者全員の加入が建物の区分所有等に関する法律で義務づけられているものであるが、しばしば町内会等と同一視され、区分所有者であることを理由に町内会等への加入を強制されたり、管理組合の管理費が町内会等の会費と無分別に徴収されることがある。
2007年（平成19年）8月7日に「町内会費の徴収は管理組合の目的外」で「マンション管理組合が…規約等で定めても、その拘束力はないものと解すべき」とする判決が東京簡易裁判所で出た。従来、国土交通省が通達したマンション標準管理規約第27条において、「地域コミュニティにも配慮した居住者間のコミュニティ形成に要する費用」を徴収できる規定となっており、管理組合が町内会等の会費を徴収することについて事実上国が容認していたが、上記判例を受け、2011年の標準管理規約改正時に、国のコメントとして「自治会費、町内会費等…居住者が任意に負担するもの」であり、「マンションという共有財産を維持・管理していくための費用である管理費等とは別のもの」といういささか本文と矛盾した注釈が付された。2016年の標準管理規約改正時に規約第27条の該当箇所が削除された。
また、賃貸住宅の団地であっても、町内会等が実質的に共益費用を徴収する場合は、当然に居住者は町内会等への加入を強制されることとなる。これについても2005年4月26日に、町内会等は「強制加入団体でもなく、その規約において会員の退会を制限する規定を設けていないのであるから」、意思表示を行えば退会は自由であるとの判決が最高裁判所で出た。

#### 信教の自由
町内会等が地域の寺社（特に神社）の祭礼を行う場合、当然に全会員が氏子であるものとして費用が徴収されるが、これは当該神社の宗派を信仰しない会員にとっては、自己の信仰に反して宗教行事への参加を強制されることとなる。これについて、2002年4月12日に、地域に浸透した神社であっても「宗教性が否定されるものではない」ため、実質的に支払いを免れることができない状況下で神社関係費が町内会等の会費と共に徴収されることは「事実上、宗教上の行為への参加を強制するものであり」、「信教の自由ないしは信仰の自由を侵害」するものであるとの判決が佐賀地方裁判所で出た。

#### 寄付の強制
上述の通り、日本赤十字社や共同募金は町内会等に対して寄付金の実質ノルマを課して、集金を行っている。これについて2007年8月24日に、集金ノルマを果たせない班長や組長がいわゆる自爆営業により寄付金を支払っている状態を解消するため、全会員の会費に寄付金を上乗せ徴収した事例に関し、「募金及び寄附金に対する任意の意思決定の機会を奪うもの」であり、「その強制は社会的に受容できる限度を超える」ため「公序良俗に反し無効」であるとの判決が大阪高等裁判所で出た。
また、これらのノルマ集金は社会福祉法第116条、緑の募金による森林整備等の推進に関する法律第16条、日本赤十字社法第13条第1項といった法令そのものに違反する可能性もある。

## 歴史
元々は1937年の日中戦争の頃から日本各地で組織され始め、大政翼賛会下の1940年9月11日内務省訓令第17号「部落会町内会等整備要領」により国により正式に整備されることとなった。この中で、市街地には町内会、村落には部落会を組織し、「住民ヲ基礎トスル地域的組織タルト共ニ市町村ノ補助的下部組織トス」との役割が位置づけられた。また、従属組織として10戸前後を単位として隣保班（隣組）も置かれた。さらに1943年の法改正により、市区町村長は「町内会部落会及其ノ連合会ノ長ヲシテ其ノ事務ノ一部ヲ援助セシムルコトヲ得。」と規定され、法的にも明確に市区町村の従属組織となった。これらは戦時体制の維持に大きな役割を果たした。
戦後民主化により、1947年5月3日いわゆるポツダム政令15号が公布され、「町内会」「部落会」やそれらの「連合会」等の結成が禁止されることになった。サンフランシスコ講和条約の発効に伴い制定された「ポツダム宣言の受諾に伴い発する命令に関する件の廃止に関する法律」（昭和27年法律第81号）により、上記政令を含めたポツダム命令は講和条約発効半年後の1952年10月25日に失効したため、自治組織として再組織化されるようになった。
高度経済成長の時期、公衆衛生、防犯、交通安全、文化振興などの地域の生活改良は、法制度による事業ではなく、しばしば「社会運動」として行われた。この運動の中で町内会等は各地域における自発的な実施主体と位置付けられ、ごみ集積所の管理、交通安全活動、防犯見回り、清掃緑化活動など各種の生活改良活動を担い、昭和期の地域の生活改善に大きく貢献した。
一方で大家族制により各世帯が地域活動を行う人員を供出できること前提とした町内会等の活動形態は、昭和後期以降の核家族化、平成後期以降の中流階級の貧困による共働き化により、活動の担い手が減少・高齢化さらには固定化していき、義務的慣例的に続けられる活、町内会等の疲弊をもたらすこととなった。
また、公道の防犯灯・ごみ集積所・公園の維持管理などの非排除性を持つ公共財の管理を任意加入団体である町内会等が行うことは、当然に町内会等に加入しないフリーライダーに最も有利となり、住民間の不公平感をもたらすこととなった。
平成前期には、防災などの地域活力の維持のため町内会等の機能が重視された。戦前は市区町村の許可により認められていた不動産の所有が戦後できなくなっていたが、地方自治法の平成3年（1991年）改正により、同法第260条の2に基づき不動産（集会所や共同墓地など）の登記ができるようになった。また、総務省は『「コミュニティ団体運営の手引き」～自治会、町内会、その他地域活動を行うグループの皆さまに～』を作成しているほか、町内会等への加入促進条例を制定している自治体も多い。特に長野県小諸市で2010年に制定された「小諸市自治基本条例」は、全国で唯一、本来任意団体である町内会等への加入を強制した条例として話題となった。
一方で、平成後期の「新しい公共」以降、公助と共助の役割分担が叫ばれるようになり、共助の担い手として極めて高い機能を備える「地域経営組織」が求められるようになった。町内会等が単独でこれを担うことは困難であり、他の地域団体を寄せ集めた協議体が地域経営組織となるモデルとして提唱されると、町内会等の再生や振興に注目が集まることは相対的に少なくなった。

## 町内会等の原型と学説
町内会等の原型をどこに求めるのかについては、いまだ意見の一致を見ていない。ただし地域社会学における概ねの共通了解では、町内会等の祖型は近世の五人組であり、それが近代に入って明瞭な形をとって現れたとされている。また、第二次世界大戦後のGHQの研究では、町内組織の起源が大化の改新時における五人組隣保制度の導入にまで遡って検討されている。
戦時体制下のありように着目すると否定的な評価をされやすいが、学術的にはこのような歴史的経緯を視野に入れ、生活と支配の両面にわたって検討されている。学説上の評価では、主に以下のような立場に分かれる。

### 近代化論
近代化論は、戦後民主主義的な問題関心から、町内会等を近代化=都市化に逆行する封建遺制として論難する立場である。町内会等が常に国家の意思の「上からの」浸透に適合的であったことが強調される（行政主導説）。このような立論は、封建制と封建イデオロギーとを混同し、自らは近代イデオロギーに囚われているとの批判を受けた。

### 文化型論
近代化論に対して、対照的な立場をとったのが文化型論である。多くの論があるが、たとえば、町内会等という集団形式の遍在性、継続性が強調されるなど、いわば「日本の文化」としての町内会等が肯定的に評価される。代表的な論者としては、近江哲男、中村八郎が挙げられる。近代化論が重視しなかった地域生活の自律性に目を向けることには成功したが、その原型性を主張するあまり、歴史的変容を視野に収めた動態的な分析には至らず、やはりある種のイデオロギー性を帯びざるを得なかった。

### 支配／生活を超えて
その後、町内会論争は、近代化論と文化型論の論争によって、理論的な深化をみせ、「支配」（近代化論）か「生活」（文化型論）かという二分法的な問題設定の限界が明らかとなった。この限界を超えるべく、新たな歴史分析が、アジアの地域住民組織との比較分析や住民自治への関心とともに現在、進められている。

## 町内会等の法的な位置付け
法人化（法人格を取得）していない状態の町内会等は、民法・民事訴訟法・各種税法などにおいて、概念上の「権利能力なき社団」に該当するのが通例である。また、法人化（法人格の取得）の有無に関係なく、地方自治法（昭和22年4月17日法律第67号）第260条の2においては、「町又は字の区域その他市町村内の一定の区域に住所を有する者の地縁に基づいて形成された団体」を「地縁による団体」という。略して「地縁団体」と呼ぶこともある。
町内会等は、国会が制定した各種の法律に基づいて、法人化（法人格を取得）することができる。そうすることで、町内会等の名義で不動産登記等を行うことができるようになる。法人化（法人格の取得）にあたって選択される法人の種類としては、地方自治法第260条の2に規定する「認可地縁団体」（認可を受けた地縁による団体）が多い。同規定では、地縁による団体は、地域的な共同活動を円滑に行うため市町村長の認可を受けたときは、その規約に定める目的の範囲内において、権利を有し、義務を負うと定められている。1991年（平成3年）4月の改正により、地域コミュニティの重要性が認識されてきたことを受けて、地方自治法に第260条の2などが設けられた。なお、各種の法律に定める要件を満たす必要はあるものの、「一般社団法人」などの認可地縁団体でない法人の種類を選択することも可能である。
なお、1959年（昭和34年）に発生した伊勢湾台風を契機として成立した災害対策基本法（昭和36年11月15日法律第223号）では、地域コミュニティにおける住民同士による防災活動が重視されている。災害対策基本法には、地域住民らによる自主防災組織の設置に関する規定が設けられており、これは主に町内会等を母体として設置することを想定したものである。

## 任意加入と退会の自由
町内会は任意団体であり、退会は自由である。PTAについては、朝日新聞などで任意団体であること、退会が自由であることなどが報道されたが、町内会については、この点に関する知識が充分に普及していないと言える。近年、町内会の組織率低下を憂う地方議員、役所、町内会役員による入会促進行為が見られる。中にはゴミ収集問題を逆利用して入会を強要するケースもあるが、入会意思のない住民は、きちんと自身の考えを表明し、拒否することが可能である。

## 町内会等に関する裁判例

### 裁判例の概説
町内会等に関する裁判例のうち、最高裁判所が自ら判決したのは、「最高裁判所 2005年（平成17年）4月26日 第三小法廷 判決」（平成16年(受)第1742号、自治会費等請求事件）のみである。
前述の「最高裁判所 2005年（平成17年）4月26日 第三小法廷 判決」（平成16年(受)第1742号、自治会費等請求事件）と、「大阪高等裁判所 2007年（平成19年）8月24日 判決」（平成18年(ネ)第3446号、決議無効確認等請求控訴事件）は、有斐閣の出版する『地方自治判例百選 第4版』（別冊ジュリスト No.215、2013年6月3日発売）にて解説されている。

### 裁判例

#### 東京高等裁判所 1996年2月28日 判決
- 事件名: 一般廃棄物排出差止等請求控訴事件
- 原告／被告: 公平のために輪番制を提案した人が原告。それを拒否した人が被告。
- 勝敗: 輪番制に応じなかった人の敗訴。
- 裁判経過
  - 第一審: 横浜地方裁判所 判決
  - 第二審: 東京高等裁判所 1996年（平成8年）2月28日 判決（確定）（事件番号: 平成7年(ネ)第3848号）（判例時報 第1575号54頁）
  - 第三審: 最高裁判所 1997年（平成9年）4月11日 決定（上告棄却）

住宅地のごみ置き場が固定されていることで特定世帯に被害が集中しているのでこれを輪番制にしたいという、当該被害世帯からの提案を拒否した住民を訴えた裁判で、最高裁は、1997年4月11日、被害住民からの公平化の提案を拒否した住民に、その場所へのゴミ出しを禁止する判断をした。詳細は、東京高裁が1996年2月28日に判決(東京高判平8.2.28判例時報1575号54頁)。それを不服として被告が上告したが最高裁が棄却したので東京高裁の判決が最終判決になった。

#### 佐賀地方裁判所 2002年4月12日 判決
- 事件名: 地位確認等請求事件
- 原告／被告: 自治会費に含めて一括徴収されていた神社関係費の支払いを拒んだ結果、自治会を除名された住民（夫婦）が原告。除名した自治会とその自治会長が被告。
- 勝敗:
- 裁判経過
  - 第一審: 佐賀地方裁判所 民事部 2002年（平成14年）4月12日 判決（確定）（事件番号: 平成11年(ワ)第392号）（判例時報 第1789号113頁）
  - 第二審:
  - 第三審:

佐賀県鳥栖市に住んでいる夫婦は、自治会費に含まれている神社関係費の支払いを拒んだ結果、自治会から除名された。夫婦は、自治会と自治会長を相手に、自治会員としての地位確認と慰謝料などの支払いを求める訴訟を起こした。佐賀地方裁判所は、2002年（平成14年）4月12日の判決で、「特定宗教関係費の一括徴収は信教の自由を侵害し、憲法の趣旨に反し違法」として、原告の自治会員としての地位を認めた。

#### 最高裁判所 2005年4月26日 第三小法廷 判決
- 事件名: 自治会費等請求事件
- 原告／被告: 自治会が原告。退会の意思を示した住民が被告。
- 勝敗: 非自治会員の勝訴。自治会の敗訴。
- 裁判経過
  - 第一審: さいたま地方裁判所 2004年（平成16年）1月27日 判決（事件番号: 平成15年(ワ)第1993号）
  - 第二審: 東京高等裁判所 2004年（平成16年）7月15日 判決（事件番号: 平成16年(ネ)第946号）
  - 第三審: 最高裁判所 第三小法廷 2005年（平成17年）4月26日 判決（確定）（事件番号: 平成16年(受)第1742号）（集民〔最高裁判所裁判集民事〕 第216号639頁）（判例時報 第1897号10頁）（判例タイムズ 第1182号160頁）（金融・商事判例 第1232号40頁）（地方自治判例百選 第4版 5〔12頁〕）

埼玉県営住宅本多第二団地（新座市）自治会からの退会を巡り争われた裁判で、最高裁判所第三小法廷は2005年（平成17年）4月26日に「自治会は強制加入団体ではなく、退会は自由である」と判示した。この裁判では、自治会に加入していた住民が、自治会の運営に対して不満があったため退会を求め、上告していた。非自治会員の勝訴。自治会の敗訴。

#### 東京簡易裁判所 2007年8月7日 判決
- 事件名: 管理費等請求事件
- 原告／被告:
- 勝敗: 非自治会員の勝訴（管理組合による町内会費の徴収を不当とした側）。規約で定めた徴収は妥当とした管理組合の敗訴。[14]
- 裁判経過
  - 第一審: 東京簡易裁判所 民事第5室 2007年（平成19年）8月7日 判決（確定）（事件番号: 平成18年(ハ)第20200号）
  - 第二審:
  - 第三審:

町内会費を含む管理組合費の支払いを巡って争われた東京簡易裁判所の判決では、「町内会費相当分の徴収をマンション管理組合の規約等で定めてもその拘束力はない」と判示した。管理組合による町内会費の徴収を不当とした側の勝訴。規約で定めた徴収は妥当とした管理組合の敗訴。

#### 大阪高等裁判所 2007年8月24日 判決
- 事件名: 決議無効確認等請求控訴事件
- 原告／被告:
- 勝敗: 非自治会員の勝訴。自治会の敗訴。
- 裁判経過
  - 第一審: 大津地方裁判所 2006年（平成18年）11月27日 判決（事件番号: 平成18年(ワ)第242号）
  - 第二審: 大阪高等裁判所 第13民事部 2007年（平成19年）8月24日 判決（確定）（事件番号: 平成18年(ネ)第3446号）（判例時報 第1992号72頁）（地方自治判例百選 第4版 6〔14頁〕）
  - 第三審: 最高裁判所 第一小法廷 2008年（平成20年）4月3日 決定（上告棄却）

滋賀県甲賀市の希望が丘自治会が自治会費に赤十字や共同募金への寄付分を上乗せして徴収することを決議したことを巡って争われた裁判で、最高裁第一小法廷は2008年4月3日に自治会側の上告を退け、自治会費への寄付分上乗せは寄付を強制するもので無効とした大阪高裁の判決が確定した。自治会による寄付集めを巡っては、自治会費への上乗せのほかにも班長などの役員が寄付を集める集金活動を強制され、断りにくい自治会の戸別集金で事実上寄付を強要されるなど、各地で問題になっている。非自治会員の勝訴。自治会の敗訴。

#### 福岡高等裁判所 2014年2月18日 判決
- 事件名: 地位不存在確認等請求控訴事件
- 原告／被告:
- 勝敗:
- 裁判経過
  - 第一審: 福岡地方裁判所 2013年（平成25年）9月19日 判決（事件番号: 平成24年(ワ)第898号）
  - 第二審: 福岡高等裁判所 2014年（平成26年）2月18日 判決（確定）（事件番号: 平成25年(ネ)第927号）（判例時報 第2221号42頁）
  - 第三審:

自治会への加入を執拗に求めたことなどについて、慰謝料の請求を認める判決が確定した。

#### 東京高等裁判所 2017年9月13日 和解成立
- 事件名:
- 原告／被告: 非自治会員であるというだけで町内会からゴミ集積所の使用を禁止された人が原告。市が被告。
- 勝敗: 非自治会員の勝訴。市の敗訴。
- 裁判経過
  - 第一審: さいたま地方裁判所 熊谷支部 2017年（平成29年）4月 判決
  - 第二審: 東京高等裁判所 2017年（平成29年）9月13日 和解成立
  - 第三審: なし。

埼玉県東松山市は、「ごみ集積所は誰でも利用可能であることを市民に周知徹底する」ことで和解していたのを2017年（平成29年）11月29日に明らかにした。非自治会員の勝訴。市町村の敗訴。

## その他の町内会等
東アジア、東南アジア等で、日本の町内会等と同様に地縁に基づく地域住民組織が普遍的にみられる。地域社会学では、これらを研究対象とした比較分析が進められている。それらの研究では、官製組織であっても、その成立の背景にある地域住民の生活の論理が析出されている。
- 居民委員会（中国） - 毛沢東によって全国的に整備。現在、「社区」に再編中。
- 居住人民班（朝鮮民主主義人民共和国） - 一つの集落に複数あるとみられるため、日本の町内会よりは隣組に近い。名称は地名＋号数になっている。
- 班常会（韓国） - 日本の統治時代に制度化。もともと住民統制を目的に施行されたもので、朴正煕時代に復活。
- バランガイ（フィリピン） - 1991年に制度化。
- RT/RW（インドネシア） - 第二次大戦下において日本軍が「隣組」制度を移植して制度化。現在まで続く。
  - バンジャール／デサ（バリ島） - 非官製（アダット）／官製（ディナス）の並立組織が続く。オランダ植民地時代に制度化。
- 街坊会（中国華南地方、香港、マカオ） - 地域により成立形態が異なる。
- 革命防衛委員会（キューバ） - 体制維持のための組織で隣組に近い。
- ネイバーフッド協議会（Neighborhood association）（アメリカ合衆国）[33]

## 他の地域組織との連携
町内会・自治会と地域を同じくする他の組織としてシニアクラブ、関連委員として民生・児童委員、特定非営利活動法人（NPO法人）等が存在するが、組織の壁を越えてこうした他組織との連携を積極的に進めて行くことが課題である。

## 今後の取り組み
近年一部の町内会ではSMS(LINE等)による連絡と回覧板を電子化した電子回覧板による情報の行いやにクラウドファンディングよる資金調達や各地の労働者協同組合(ワーカーズ・コープ)との連携と協力関係をしている町内会もある。